# La Tuque
Pour les articles homonymes, voir Agglomération de La Tuque et La Tuque (homonymie).
La Tuque est une ville du Québec (Canada), située dans l'agglomération de La Tuque, en Mauricie. Elle compte 11 129 habitants en 2021. Trois communautés autochtones (Coucoucache, Obedjiwan et Wemotaci) y sont aussi enclavées (représentant un total de 3 232 habitants Attikameks en 2016), sans faire partie administrativement de la ville.
La ville de La Tuque est la deuxième plus grande municipalité du Québec en superficie après la municipalité d'Eeyou Istchee Baie-James.
Elle se trouve à mi-chemin entre Shawinigan et la région du Saguenay–Lac-Saint-Jean.

## Toponymie
L'origine canadienne-française du toponyme « La Tuque » date du début du XIXe siècle.
À l’époque où les trappeurs et traiteurs de la Nouvelle-France sillonnaient la rivière Saint-Maurice (d'une largeur de 1,5 à 2 km par endroits) et la rivière Bostonnais, le repère le plus reconnu du secteur était une montagne rocheuse d’aspect plutôt pelée, ayant à son sommet quelques sapins. Son aspect de tuque a influencé les autochtones et les coureurs des bois d'ascendance française. Ce sommet à proximité de la rivière a été désigné comme étant le repère principal du secteur, étant visible depuis plusieurs kilomètres en aval et en amont. La Tuque était née, au moins traditionnellement sinon officiellement.
L’explorateur François Verreault le décrit ainsi en 1823-24 : « Les voyageurs le nomment la Tuque, à cause d’une montagne haute, dont le pic ressemble à une tuque. Ce portage est d’une lieue, avec des fortes côtes à monter. » Jadis, le sommet de cette montagne servait à l'observation de la navigation sur la rivière et la surveillance de territoire environnant.
La montagne en forme de tuque qui a donné son nom à la ville de La Tuque est située au centre de la rivière Saint-Maurice. Son relief singulier est toutefois modifié lors de la construction d'un barrage. Le sommet de cette montagne s'élève aujourd'hui à environ 245 mètres, et est situé à 200 mètres de la rivière et à environ 400 mètres en amont (côté nord-est) de la centrale hydroélectrique de La Tuque.

## Géographie

### Géographie physique
La ville de La Tuque se trouve au nord de la Mauricie et fait partie de l'agglomération de La Tuque dont elle est le chef-lieu. Elle est située en bordure de la rivière Saint-Maurice, à 167 km au nord de Trois-Rivières.
Avec sa superficie de 28 294 km2, presque aussi vaste que la Belgique (30 688 km2), La Tuque est la deuxième plus grande municipalité du Québec après la municipalité d'Eeyou Istchee Baie-James et la 6e au Canada. Quant à elle, l'agglomération de La Tuque est constituée d'un territoire de 28 421,48 km2 dont 3 316 km2 sont recouverts d'eau douce.
Elle partage ses limites avec six municipalités (Senneterre, Eeyou Istchee Baie-James, Lac-Bouchette, Lac-Édouard, La Bostonnais et Trois-Rives) et douze territoires non organisés. Elle enclave aussi trois réserves autochtones, Wemotaci, Coucoucache et Obedjiwan.

#### Protection du territoire
Malgré sa très grande superficie, La Tuque est plutôt mal pourvue en aires protégées. Les seules aires protégées se résument à quelques habitats fauniques. Le gouvernement du Québec prévoit cependant la création de plusieurs réserves de biodiversité dans le territoire de la ville.
Du côté des territoires de chasse, elle est beaucoup plus fournie. Elle possède entre autres 9 zones d'exploitation contrôlée soit les zecs de la Bessonne, Borgia, de la Croche, Frémont, Gros-Brochet, Jeannotte, Kiskissink, Ménokéosawin, Tawachiche et Wessonneau. Le réservoir Gouin est aussi désigné comme aire faunique communautaire. La municipalité possède finalement nombre de pourvoiries avec et sans droits exclusifs.

#### Cours d'eau
La Tuque est située en amont du bassin versant de la rivière Saint-Maurice dans les Laurentides. Elle comprend de très nombreux cours d'eau et lacs, dont le lac de la Vache. Au nord-est du hameau de Clova se trouve également le lac Brignolet.

### Géographie humaine

#### Transport
La Tuque est traversée du sud au nord par la route 155, une route nationale du Québec. La province entretient aussi la route de Parent–Mont-Laurier ainsi que les routes menant aux villages de Lac-Édouard et La Croche.
La Tuque est traversée par la ligne de chemin de fer du Canadien National (CN). Cette ligne s'y sépare en deux subdivisions distinctes: la subdivision La Tuque, qui débute à la gare de Sainte-Foy, à Québec), pour se terminer à Fitzpatrick et la subdivision Saint-Maurice, qui débute à Fitzpatrick pour se terminer à Senneterre (dans la région de l'Abitibi). Les trains de voyageurs de Via Rail Canada utilisent aussi cette ligne pour rejoindre Senneterre et Montréal (Gare Centrale) de façon quotidienne (en alternance dans une direction, sauf le samedi). Via Rail dessert plusieurs petites stations ferroviaires le long de son trajet. Le train peut s'arrêter à des stations de fortune où il n'y a pas de gare, ou à des gares souvent pittoresques comme à Vandry. C'est un des derniers trains de passagers qui s'arrête souvent à l'endroit précis où le passager en fait la demande.

## Histoire

### Vers 1650: premiers contacts entre Atikamekws et Européens

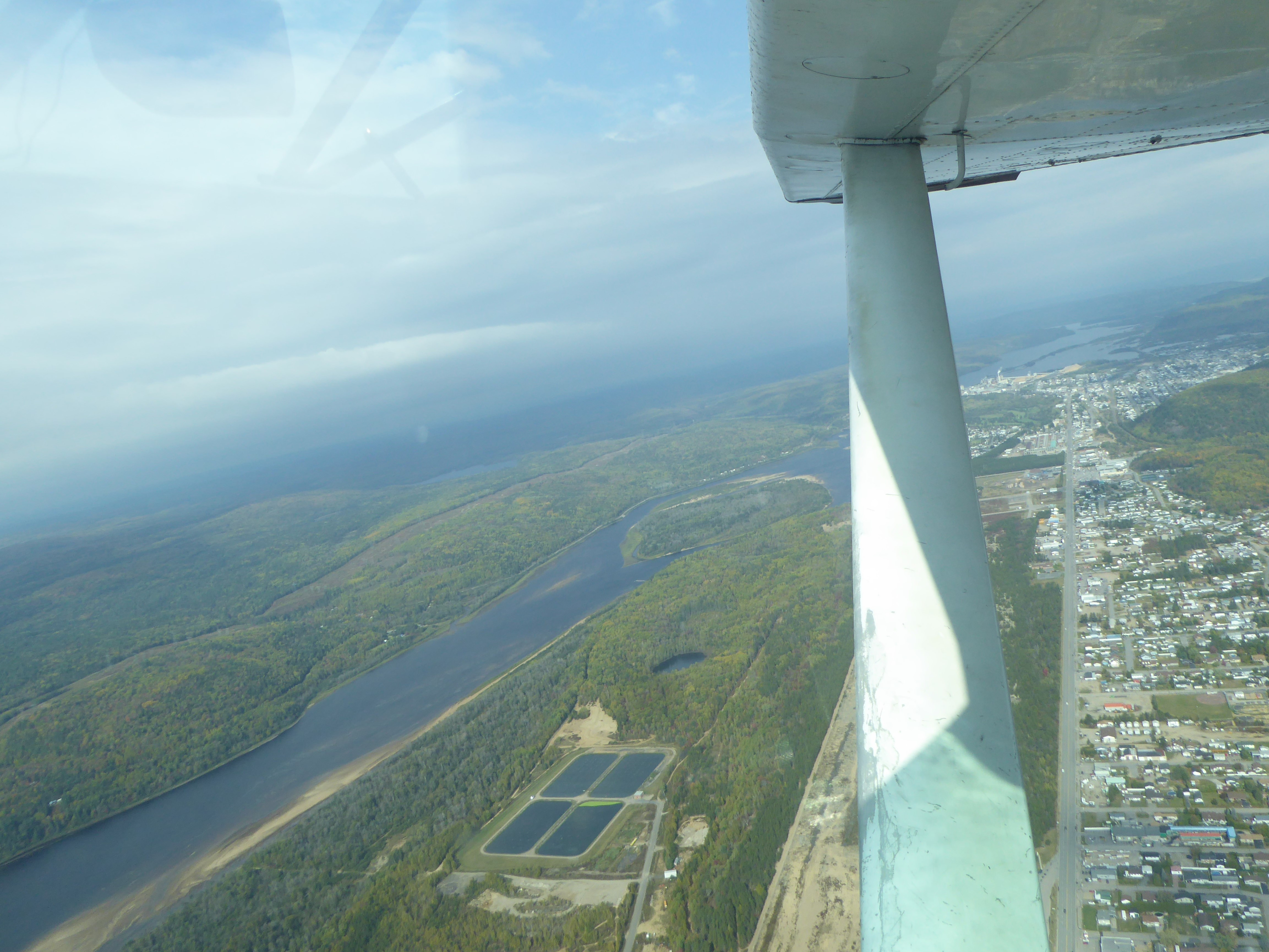
La Tuque bordée par la rivière Saint-Maurice.

En 1651, arrive le premier européen dans le territoire atikamekw dans le but d'évangéliser la population autochtone. Environ 550 Amérindiens occupent les rives de la rivière Saint-Maurice. Le père Jacques Buteux (premier missionnaire jésuite de la région) fut l’un des premiers blancs victimes des raids iroquois.
À la fin du XVIIIe siècle , les Atikamekws, en guerre contre les Iroquois et victimes des épidémies de variole, sont presque anéantis. Ces nomades fréquentaient assidûment les postes de traite installés par la Compagnie de la Baie d’Hudson.
En 1680, la traite des fourrures augmente. Une trentaine d'Européens parcoururent le territoire. La Compagnie du Nord-Ouest et la Compagnie de la Baie d'Hudson intensifient la traite souvent au détriment des autochtones. Des postes de traite sont installés aux Piles, à la Rivière-aux-Rats, à La Tuque (1700), à la rivière Vermillon, à Parent et à Weymontachie.

### Vers 1850: début de la colonisation européenne

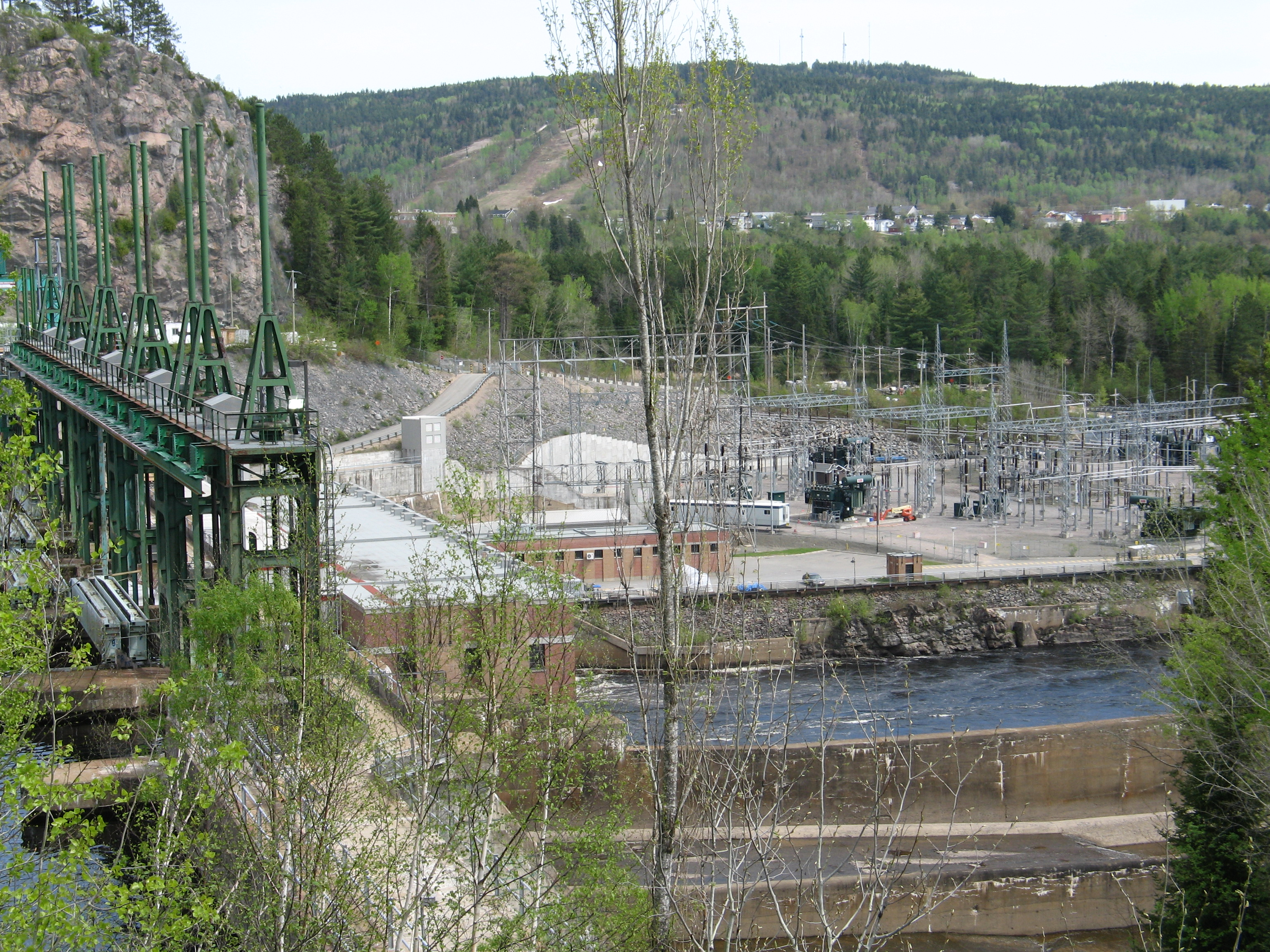
Poste de départ de la centrale de La Tuque.

Au milieu du XIXe siècle, la colonisation euro-québécoise de la Haute-Mauricie débute réellement grâce à l’exploitation forestière.
En 1908, s'installe la St-Maurice Industrial Co. dans la région de La Tuque, une industrie d’exploitation papetière. Elle profite de la demande accrue de papier de la part des États-Unis, due à l’épuisement des forêts du Nord-Est des États-Unis.
Durant la première partie du XXe siècle, la Shawinigan Water and Power Company procède à l’installation de barrages hydro-électriques à Rapide-Blanc, à La Trenche, au Beaumont et à La Tuque. Ces barrages fournissent l’énergie nécessaire à l’établissement de grandes usines papetières et au développement économique.

### Vers 1930: début des activités touristiques de chasse et pêche
À partir des années 1930 jusque vers la fin des années 1950, la hausse du niveau de vie produit une classe de population à la recherche d’aventure : les chasseurs et pêcheurs. La région offre un tel potentiel faunique qu’elle attire les chasseurs des autres régions du Québec, mais aussi d'autres pays, de septembre à novembre selon les races dont la chasse est permise. L’orignal, qui était autrefois encore considéré comme une ressource pour gens démunis devient à la mode, autant pour le goût de sa viande que pour le trophée. Le « panache » (les bois) de cet élan est le plus grand de la planète. Avant que le gouvernement n’instaure des lois régissant la chasse, la population d’orignal frôle l’élimination, ce que n’a pu éviter le cerf de Virginie dans cette région. Il recommence actuellement à être plus visible, mais sa chasse y est encore interdite (aux dernières nouvelles de 1998). Actuellement[Quand ?], les compagnies d’Aventures Nature attirent toujours autant les amateurs de la planète entière pour la chasse et la pêche, avec un nombre considérable de lacs à truites, ombles de fontaine, brochets et dorés de la région.
En 1954, une croix de 55 pieds de hauteur est érigée sur la montagne située à la limite est de la ville, à l’initiative de l’homme d’affaires Robert Tremblay. Aujourd’hui devenue l’un des monuments les plus distinctifs de la ville, la croix est électrifiée puis illuminée à l’occasion du centenaire de la ville, en 2011, à l’initiative encore une fois de Robert Tremblay.

### Vers 1970: apogée de la Ville

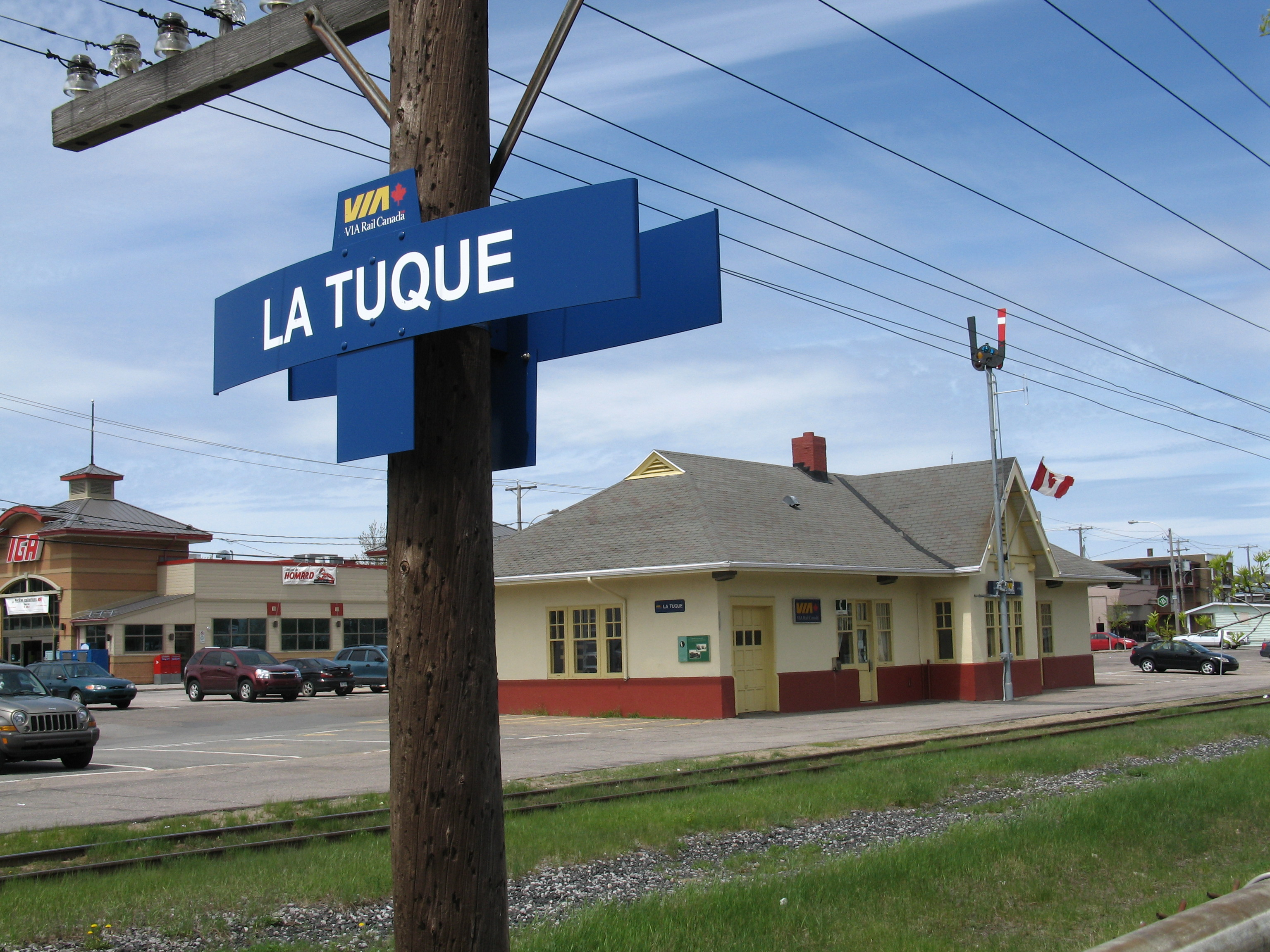
La gare de La Tuque.

Au tournant des années 1970, la ville vit son apogée : des événements sportifs et touristiques y ayant lieu attirent des gens du monde entier pour y participer. Le « 24 heures International de nage de La Tuque » convie des nageurs du monde entier (Européens, Américains, Africains - dont des Égyptiens) à venir participer à une compétition en équipe, ininterrompue sur 24 heures d’affilée. Les touristes et les habitants viennent en grand nombre pour y assister, ainsi qu’aux dizaines d’activités parallèles installées autour du lac Saint-Louis, lac où se tient la compétition. La compétition cesse malheureusement ses activités vers 1980. La Classique internationale de canots de la Mauricie, une compétition de canots, se déroule également à La Tuque depuis 1934 et subsiste toujours au tournant des années 2020. Des équipes de deux personnes en canot de rivière et des équipes multiples en rabaska descendent le cours de la rivière Saint-Maurice depuis La Tuque jusqu'à Trois-Rivières. Le tout se fait en un weekend, par étapes. Des équipes internationales s’y joignent tous les ans.
Durant ces années, la population directe de la ville se situe à peu près à 13 000 habitants.

### Vers 1980: début du déclin
Les années 1980 sont synonymes à La Tuque de grèves longues et pénibles pour les employés de l’usine de pâtes et papiers – et pour le reste des Latuquois – ceci étant le signe d’une crise des industries traditionnelles de la ville. L’exode des jeunes couples et des étudiants vers les grandes villes du Québec réduit à presque 10 000 personnes le nombre d’habitants.

### Vers 2000: fusions et défusions
En 2001, le gouvernement du Québec contraint plusieurs municipalités de la province à fusionner avec leurs villes voisines. La Tuque fait partie du nombre et l'annexion des municipalités de La Bostonnais, La Croche, Lac-Édouard, de la municipalité du village de Parent, ainsi que la totalité des territoires non-organisés composant la MRC du Haut-Saint-Maurice est imposée par le gouvernement. Un nouveau gouvernement, élu en 2003, promet aux populations des villes fusionnées la possibilité de se prononcer via référendum sur la question. C'est ainsi que La Bostonnais et Lac-Édouard retrouvent leur autonomie en tant que municipalités en 2006.

## Chronologie municipale

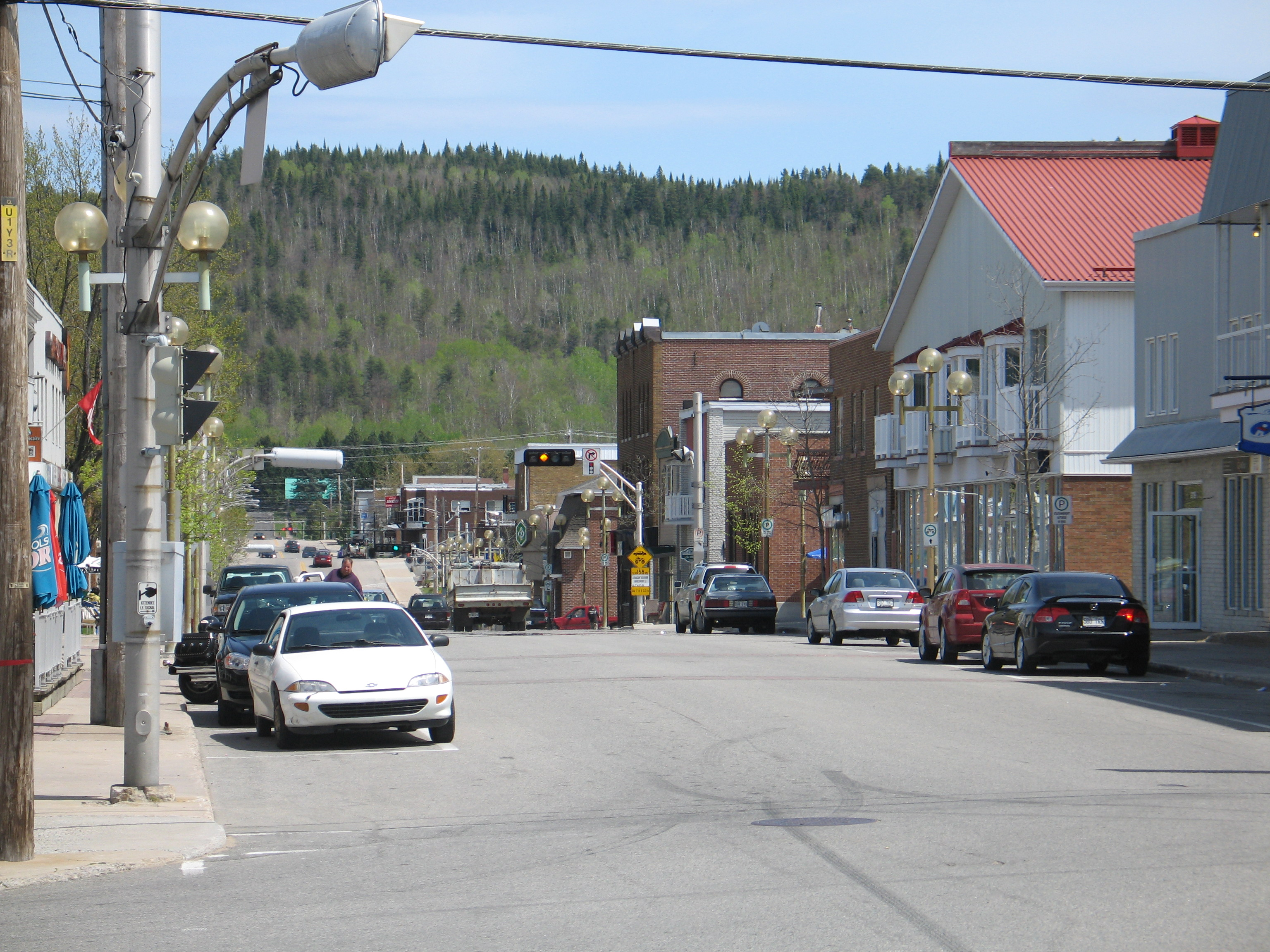
La Tuque en 2009.

- 1909 : Constitution de la municipalité du village de La Tuque à partir de territoire non organisé.
- 1910 : Fondation du Village de Parent, fusionné avec La Tuque depuis 2003.
- 1910 : Constitution de la municipalité du village de La Tuque Falls, à partir de territoire non organisé.
- 1911 : Fusion entre les villages de La Tuque et La Tuque Falls pour former la ville de La Tuque.
- 1972 : Constitution de la municipalité de Haute-Mauricie, à partir de territoire non organisé.
- 1993 : Fusion de La Tuque avec Haute-Mauricie pour former la ville de La Tuque.
- 26 mars 2003 : Fusion de La Tuque avec les municipalités de La Bostonnais, La Croche, Lac-Édouard, la municipalité du village de Parent, ainsi que la totalité des territoires non-organisés composant la MRC du Haut-Saint-Maurice. La Tuque devient de ce fait la seconde municipalité au Québec pour sa superficie.
- 1er janvier 2006 : La municipalité de La Bostonnais et la municipalité de Lac-Édouard se sont détachées du territoire de La Tuque.
- 2011 : Célébrations du centenaire de La Tuque, avec festivités et activités spéciales.
- 2023 : Création d'une nouvelle identité pour la ville ainsi qu'un nouveau slogan : « Vraie dehors comme dedans »[9].

### Héraldique
| Industriis et labore cresco |
| --------------------------- |

| L'écu de La Tuque se blasonne ainsi : D'azur à la fasce ondée d'argent chargé d'un dard vivré de gueules posé en fasce, la pointe à sénestre, accompagné en chef de deux sapins arrachés d'or et en pointe d'une tuque aussi d'or. Armes parlantes. |

| Je grandis dans l’industrie et le travail |
| ----------------------------------------- |

## Administration
Les élections municipales se font en bloc et suivant un découpage de six districts.
| La Tuque Maires depuis 2003                                                                                          |                       |                                    |          |
| Élection | Maire                 | Qualité                            | Résultat |
| 2003 | Réjean Gaudreault     |                                    | Voir     |
| 2005 | Réjean Gaudreault     | Voir                               |          |
| 2009 | Normand Beaudoin      |                                    | Voir     |
| 2013 | Normand Beaudoin      | Voir                               |          |
| 2017 | Pierre-David Tremblay | Maire de La Bostonnais (2016-2017) | Voir     |
| 2021 | Luc Martel            |                                    | Voir     |
| Élection partielle en italique Depuis 2005, les élections sont simultanées dans toutes les municipalités québécoises |                       |                                    |          |

## Démographie
| 1991   | 1996   | 2001   | 2006   | 2011   | 2016   | 2021   |
| ------ | ------ | ------ | ------ | ------ | ------ | ------ |
| 12 577 | 12 102 | 12 488 | 11 821 | 11 227 | 11 001 | 11 129 |

## Points d'intérêt

### Industrie

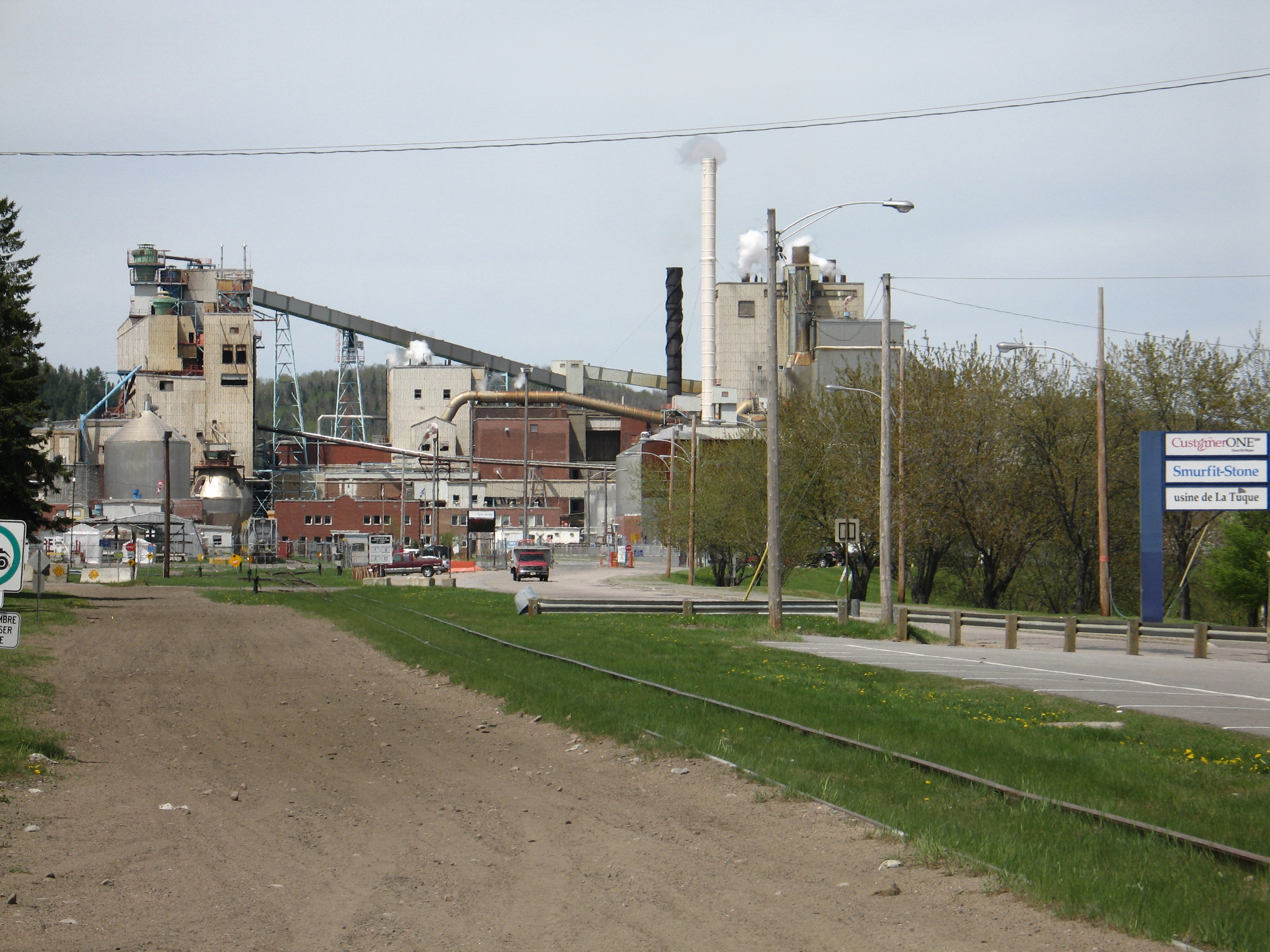
L'usine de la WestRock. Les pâtes et papiers constituent la principale industrie de la région.
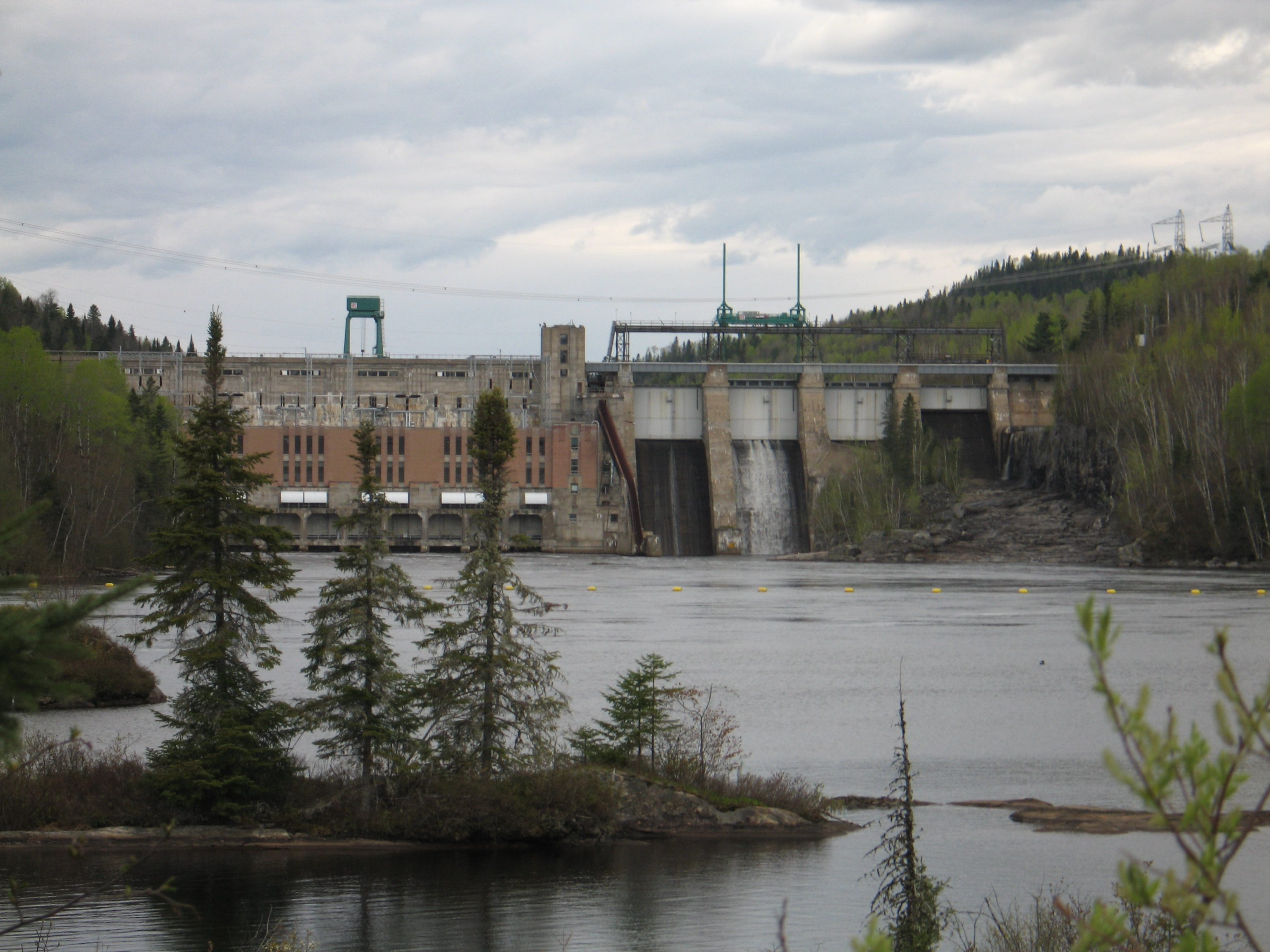
Centrale de Rapide-Blanc.
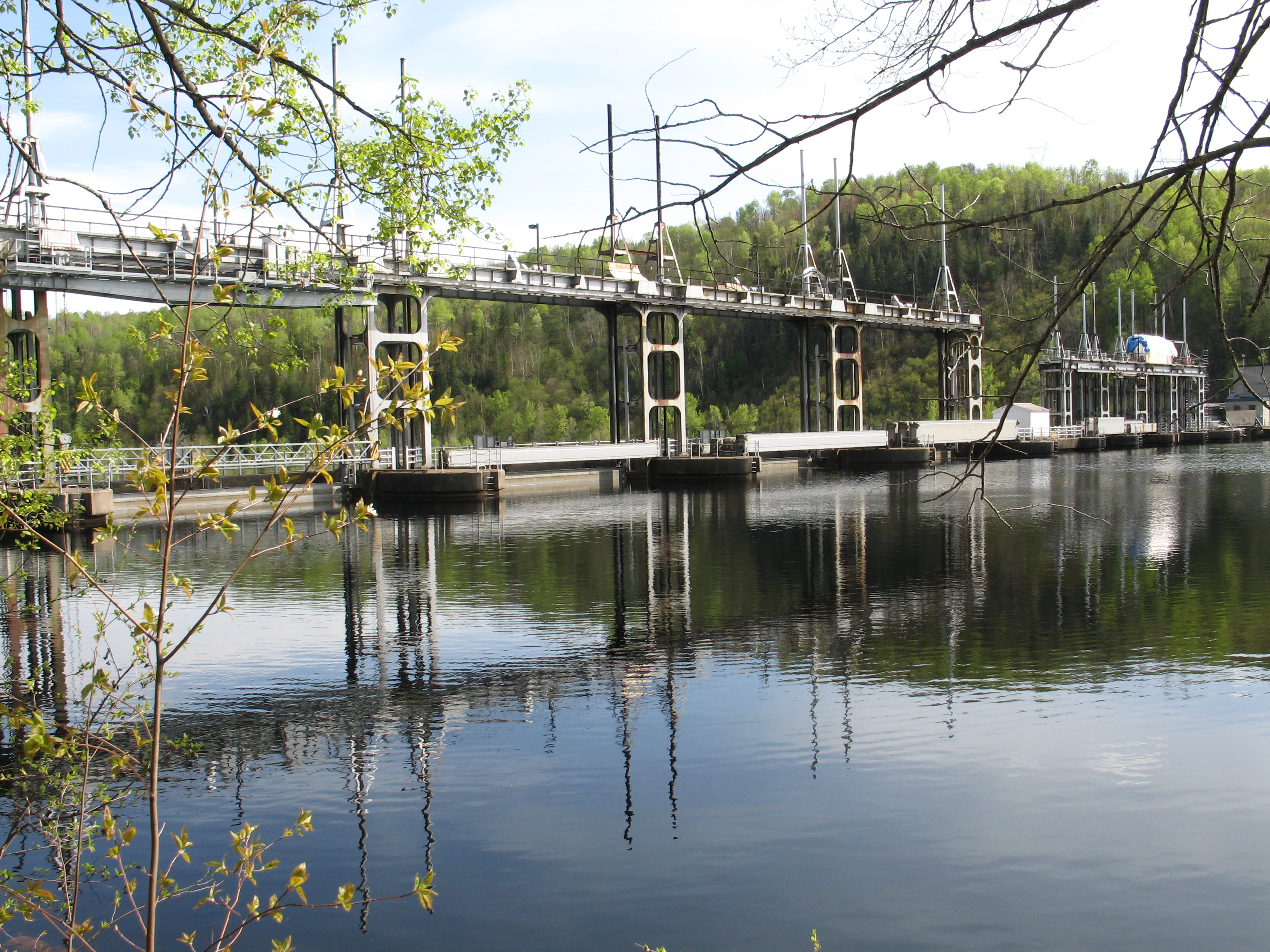
Centrale Beaumont.
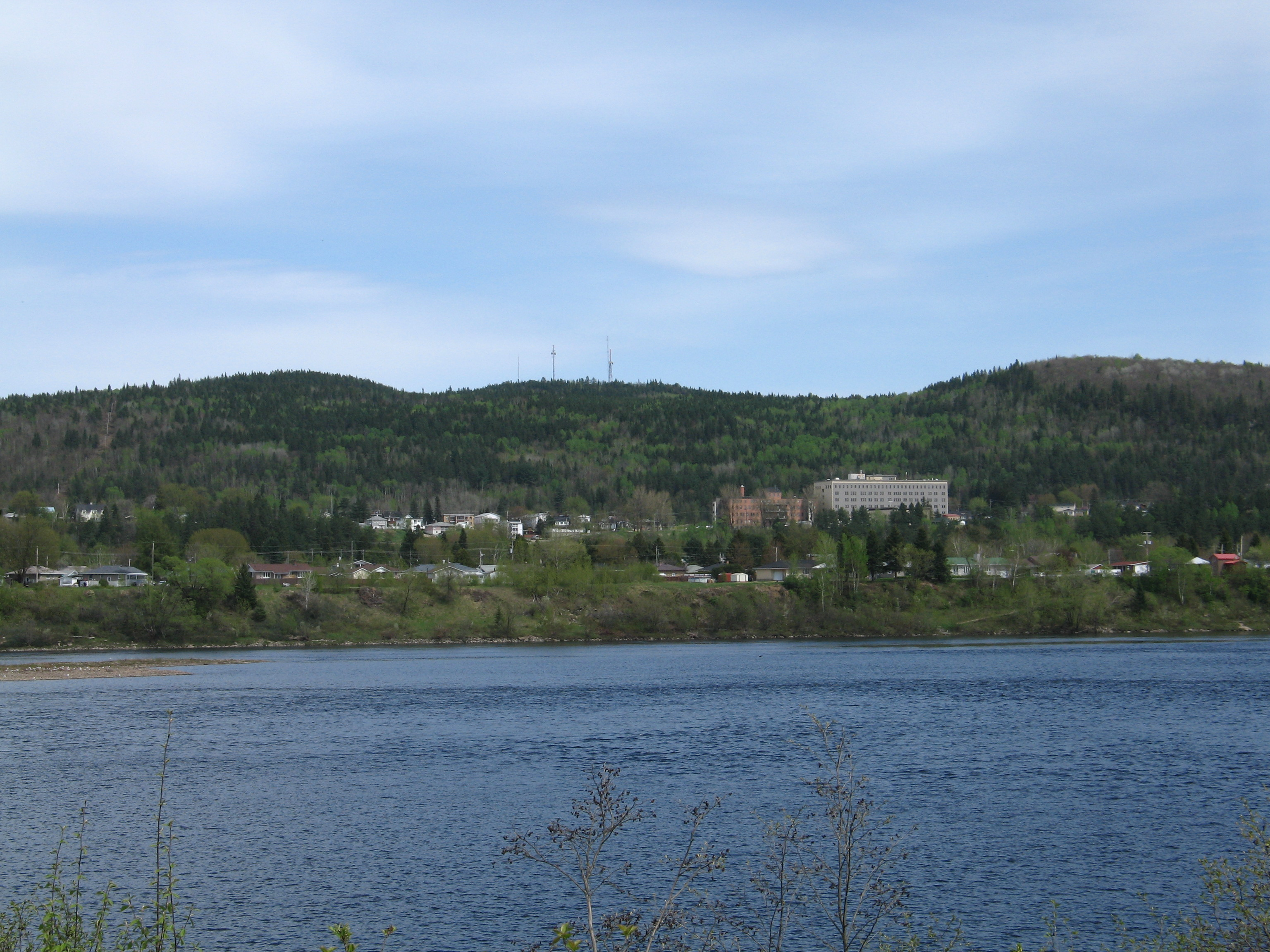
La Tuque centre-ville et rivière Saint-Maurice.
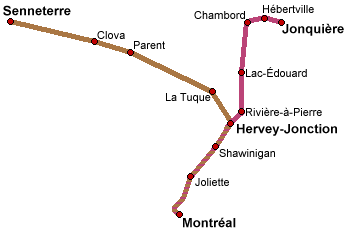
Lignes de train : L'Abitibi en jaune et Saguenay en rouge.

### Tourisme et plein air

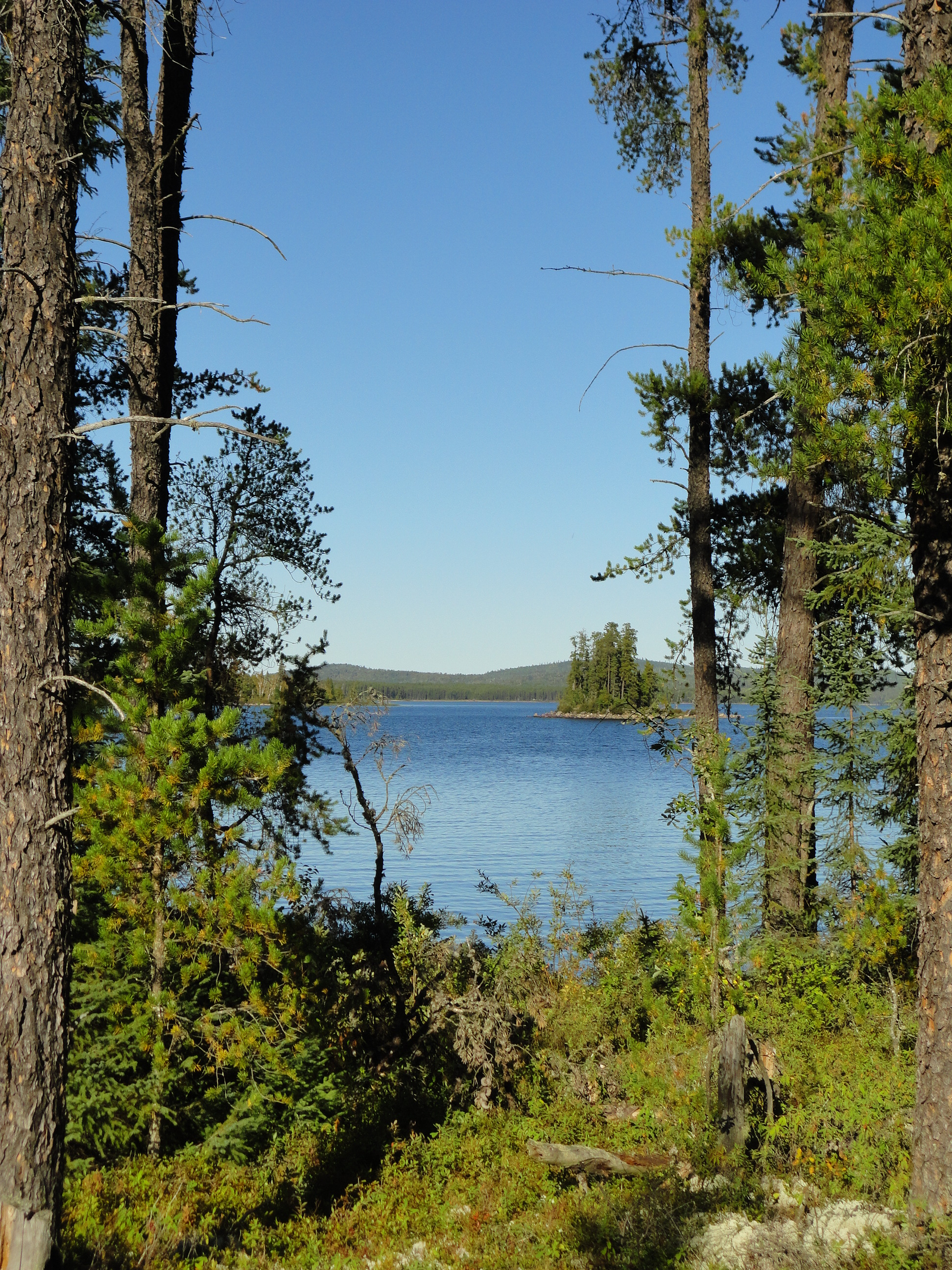
Réservoir Gouin.
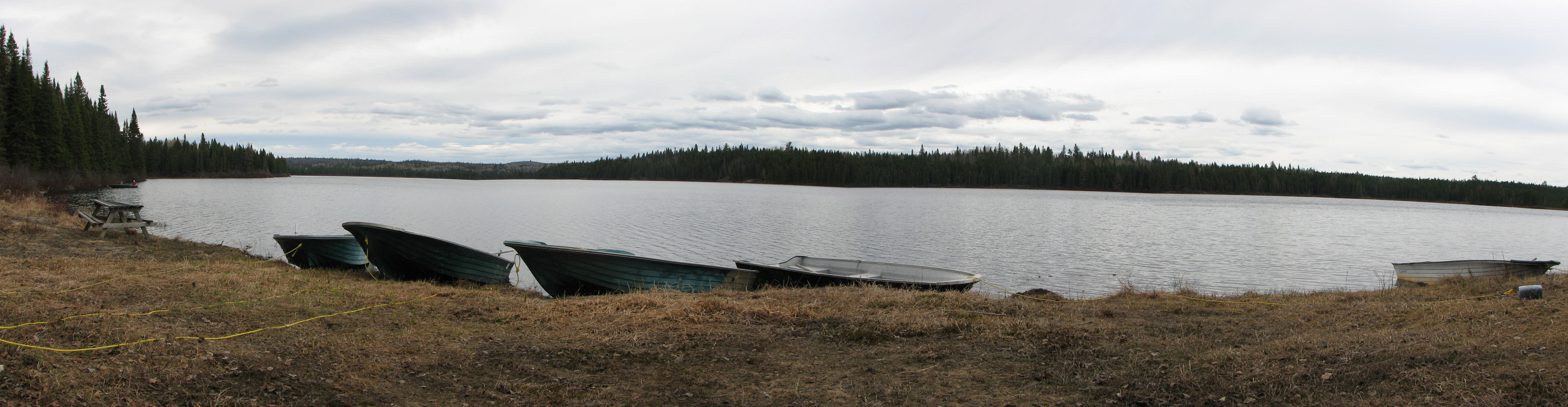
Lac du Castor.
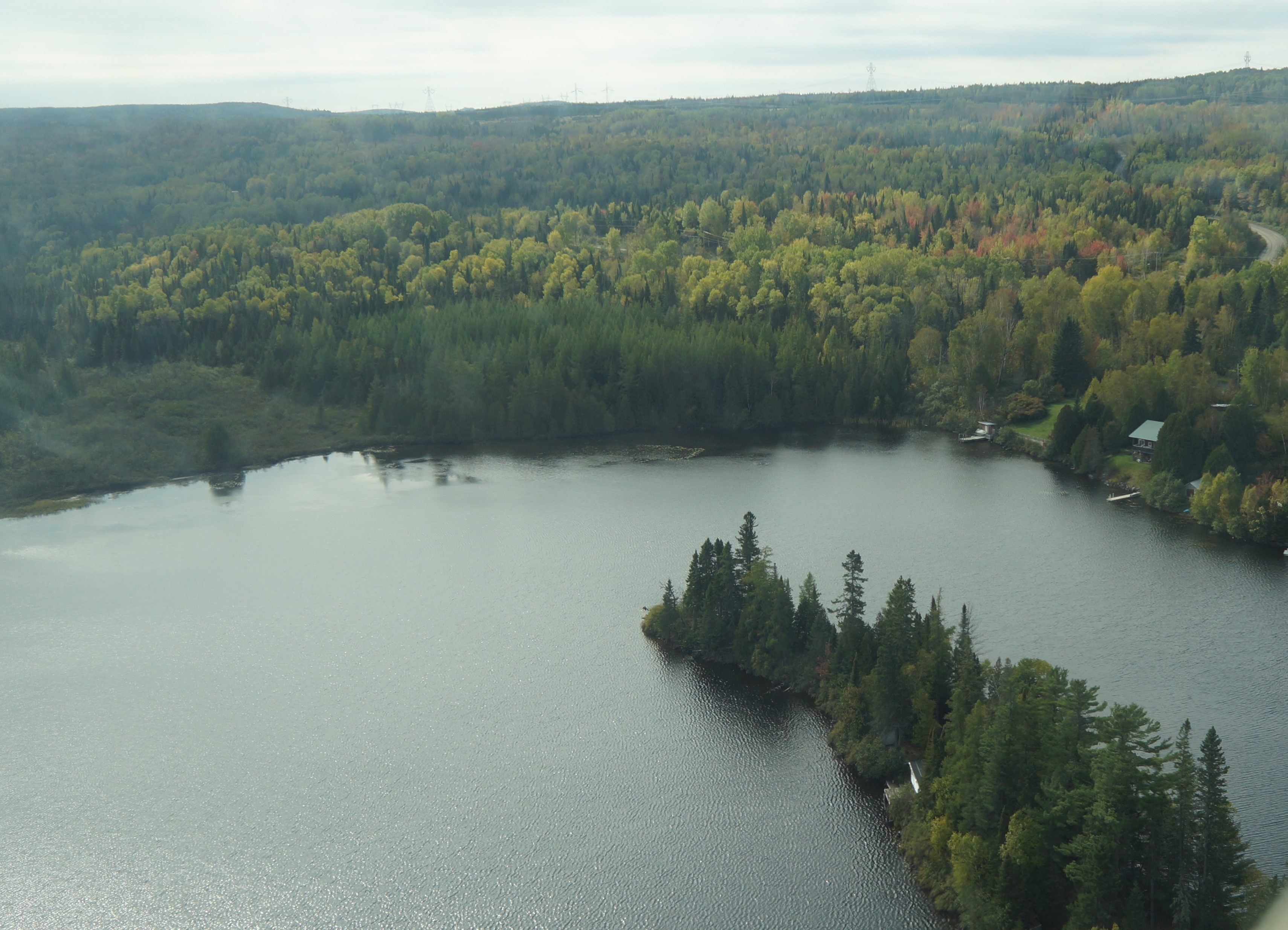
La Tuque vue du ciel.

- Nombreuses pourvoiries dont la pourvoirie Martin.

- Classique internationale de canots de la Mauricie.
- Terrain de camping de 400 places[12].

## Personnalités nées de La Tuque
- Jacques Allard : romancier, essayiste.
- Gaétan Barrette : député - ministre de la santé.
- Marcel Béliveau : animateur, humoriste et comédien (19 novembre 1939 / 28 mai 2009).
- Camil Bouchard : psychologue, chercheur, auteur et homme politique.
- Dany Bouchard (de) : athlète olympique en ski de fond (Albertville 1992 et Lillehammer 1994).
- Jean-Jacqui Boutet : comédien.
- Marcel Crête : juriste.
- Claudette Dion : chanteuse québécoise.
- Mathieu Fortin: écrivain.
- Maude Guérin : comédienne.
- Steven Guilbeault : environnementaliste.
- Félix Leclerc : poète et chanteur (2 août 1914 / 8 août 1988).n
- Sylvie Roy : femme politique - députée.
- Dominique Trottier : journaliste et écrivain.
- Martin Veillette, évêque de Trois-Rivières, théologien.

## Pensionnat de La Tuque
L'ancien pensionnat autochtone de La Tuque faisait partie de l'un des 139 pensionnats pour Autochtones du Canada (12 au Québec). Ouvert en 1963, l'école et le pensionnat ont fermé le 30 juin 1978. Aujourd’hui, le pensionnat de la ville a été démoli et a été remplacé par un centre de la petite enfance qui promeut la culture attikamek.